# Phlebotomus teshi
Phlebotomus teshi är en tvåvingeart som beskrevs av Lewis 1978. Phlebotomus teshi ingår i släktet Phlebotomus och familjen fjärilsmyggor.
Artens utbredningsområde är Nepal. Inga underarter finns listade i Catalogue of Life.